# Anthony D. Smith
Anthony David Stephen Smith (Londres, 23 de setembre de 1939 - 19 de juliol de 2016) va ser un sociòleg anglès que, en el moment de la seva mort, era professor emèrit de nacionalisme i ètnia a la London School of Economics. És considerat un dels fundadors dels estudis interdisciplinaris sobre el nacionalisme. Smith va cursar la seva primera llicenciatura en clàssics i filosofia a la Universitat d'Oxford i el seu màster i doctorat en sociologia a la London School of Economics. Va ser editor de la revista Nations and Nationalisms. Va ser el primer president de l'Associació per a l'Estudi de l'Ètnia i el Nacionalisme.

## Obra
Les contribucions d'Smith a l'estudi de les nacions i els nacionalismes són la distinció entre els tipus de nacionalisme "cívic" i "ètnic". Smith està d'acord amb altres autors que el nacionalisme és un fenomen modern, però insisteix que les nacions tenen orígens premoderns. Fou un antic alumne del filòsof i antropòleg Ernest Gellner, però no compartí la seva mateixa visió del nacionalisme. El seu corrent metodològic en l'estudi dels fets nacionals és anomenat etnosimbolisme. El debat de Warwick del 24 d'octubre de 1995, celebrat a la Universitat de Warwick, va exemplificar les posicions de Smith i Gellner, i va aclarir les definicions que utilitzaven.